# 大關增次
大關增次（おおぜき ますつぐ）是戰國時代的武将。那須氏家臣。下野国白旗城（今栃木縣大田原市（旧黑羽町））主。
大关氏為武藏七党之一丹党流，那須七騎之一。永正15年（1518年）作為大关宗增之子誕生。
天文11年（1542年），此前因為父親宗增的讒言而被流放的大田原資清在朝倉氏的支援下，在增次僅帶領少數人馬外出狩獵的情況下遭到了資清的奇襲，在石井澤戰敗身死。享年25歲。
父親宗增因為失去了繼承人，只能被迫將資清的嫡子高增收為養子繼承家督。

## 脚注
1. ↑  根據《史料综览》第9編之910 160頁
2. ↑  『大關增勤家譜』
3. ↑  《宽政重修诸家谱》

## 出典
- 『大關增勤家譜』
- 『寛政重修諸家譜』（第658頁）